# Rhodamnia acuminata
Rhodamnia acuminata là một loài thực vật có hoa trong Họ Đào kim nương. Loài này được C.T.White miêu tả khoa học đầu tiên năm 1937.